# شهرستان شیبویگان (ویسکانسین)
شهرستان شیبویگان، ویسکانسین (به انگلیسی: Sheboygan County, Wisconsin) یک سکونتگاه مسکونی در ایالات متحده آمریکا است که در ویسکانسین واقع شده‌است.

## خصوصیات
شهرستان شیبویگان ۳٬۲۹۱٫۸۹ کیلومترمربع مساحت دارد.

## نگارخانه

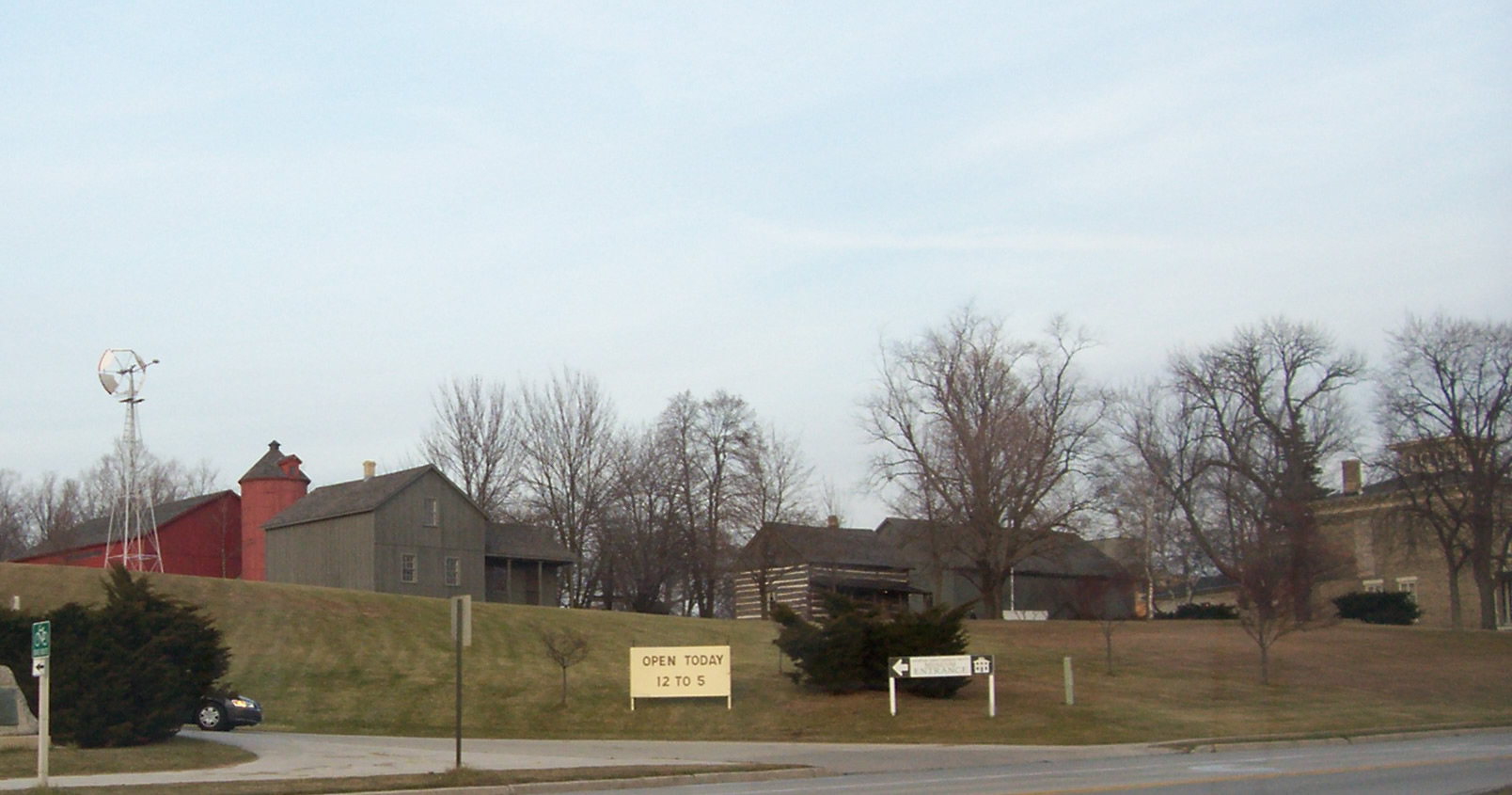
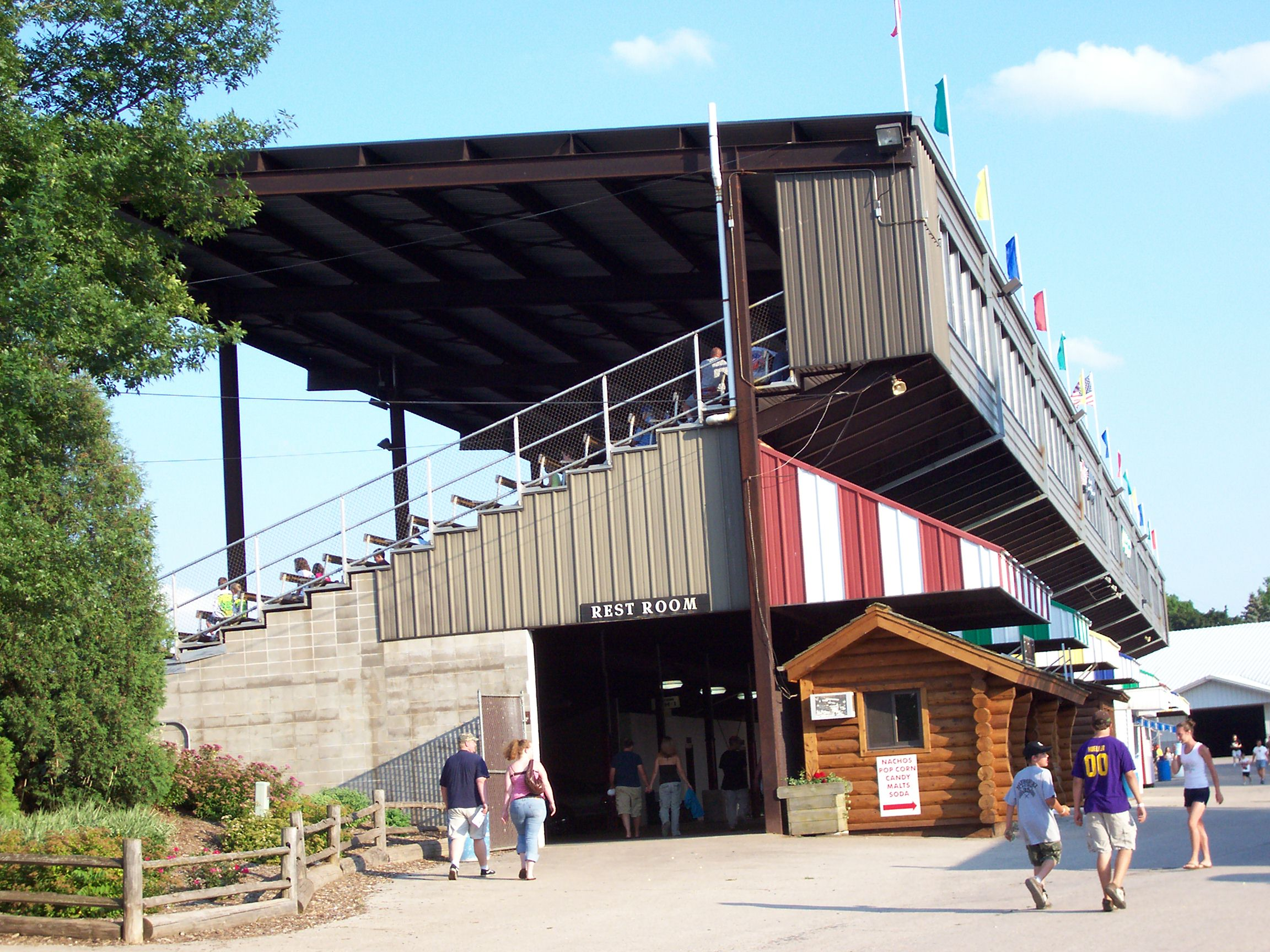